# Leiria
Leiria ist eine Stadt und Hauptstadt der Subregion Região de Leiria, die zu der Region Zentralportugal und zum Distrikt Leiria im historischen Gebiet Beira Litoral gehört, mit 50.533 Einwohnern (2021) im Stadtgebiet.
Sie ist Sitz des Kreises Leiria, mit einer Fläche von 565,09 km2 und 128.616 Einwohner (2021), die in 18 Gemeinden aufgeteilt ist. Der Kreis grenzt im Norden an den Kreis Pombal, im Osten an Ourém, im Süden an Batalha und Porto de Mós, im Südwesten an Alcobaça, im Westen an Marinha Grande und im Nordwesten an den Atlantischen Ozean.
Seit 2019 trägt die Stadt die UNESCO-Auszeichnung City of Music, als zweite Stadt in Portugal (nach Amarante, seit 2017).

## Gemeinden
Der Kreis ist in 18 Gemeinden aufgeteilt:
- Amor
- Arrabal
- Bajouca
- Bidoeira de Cima
- Caranguejeira
- Coimbrão
- Colmelas e Memória
- Leira, Pousos, Barreira e Cortes
- Maceira
- Marinheiros
- Marrazes e Barosa
- Milagres
- Monte Real e Carvide
- Monte Redondo e Carreira
- Parceiros e Azoia
- Regueira de Pontes
- Santa Catarina da Serra e Chainça
- Santa Eufémia e Boa Vista
- Souto da Carpalhosa e Ortigosa

## Geografische Lage
Leiria liegt zwischen Lissabon (140 km) und Porto (179 km), ca. 55 km südwestlich von Coimbra. Der Fluss Lis fließt von Süden nach Nordwesten durch die Stadt. Im Westen der Stadt mündet der Fluss Lena in den Lis.

## Geschichte
Leiria entstand aus der römischen Stadt Collipo, die im 1. Jahrhundert v. Chr. gegründet worden war. 1135 eroberte der erste portugiesische König Alfons I. die Stadt von den Mauren während der Reconquista. Er und sein Nachfolger Sancho I. befestigten die Stadt und errichteten die Burg Leiria. Der sechste König von Portugal Dionysius ließ im 14. Jahrhundert eine königliche Residenz in Leiria errichten. Er gab die Stadt als Lehen an seine Frau Elisabeth von Portugal. Johann I. ließ im späten 15. Jahrhundert einen königlichen Palast und eine gotische Kirche Igreja de Nossa Senhora da Pena innerhalb der Burgmauern errichten. Das Stadtrecht bekam Leiria im Jahr 1545 und wurde gleichzeitig Sitz der Diözese. Im späten 16. Jahrhundert wurde die Kathedrale von Leiria gebaut.

## Verkehr
Leiria ist über die Autobahn A8 an das Autobahnnetz angebunden. Die Stadt wird von der Nationalstraße N1 durchquert, die Lissabon mit Porto verbindet. Im Osten verläuft die A1, die ebenfalls Lissabon und Porto verbindet. Die Eisenbahnstrecke Linha do Oeste verbindet Leiria mit Figueira da Foz, Coimbra und Lissabon.

## Öffentliche Einrichtungen
Das ehemalige Stadtschloss dient jetzt als Jugendherberge Pousada de Juventude de Leiria.

Sehenswürdigkeiten
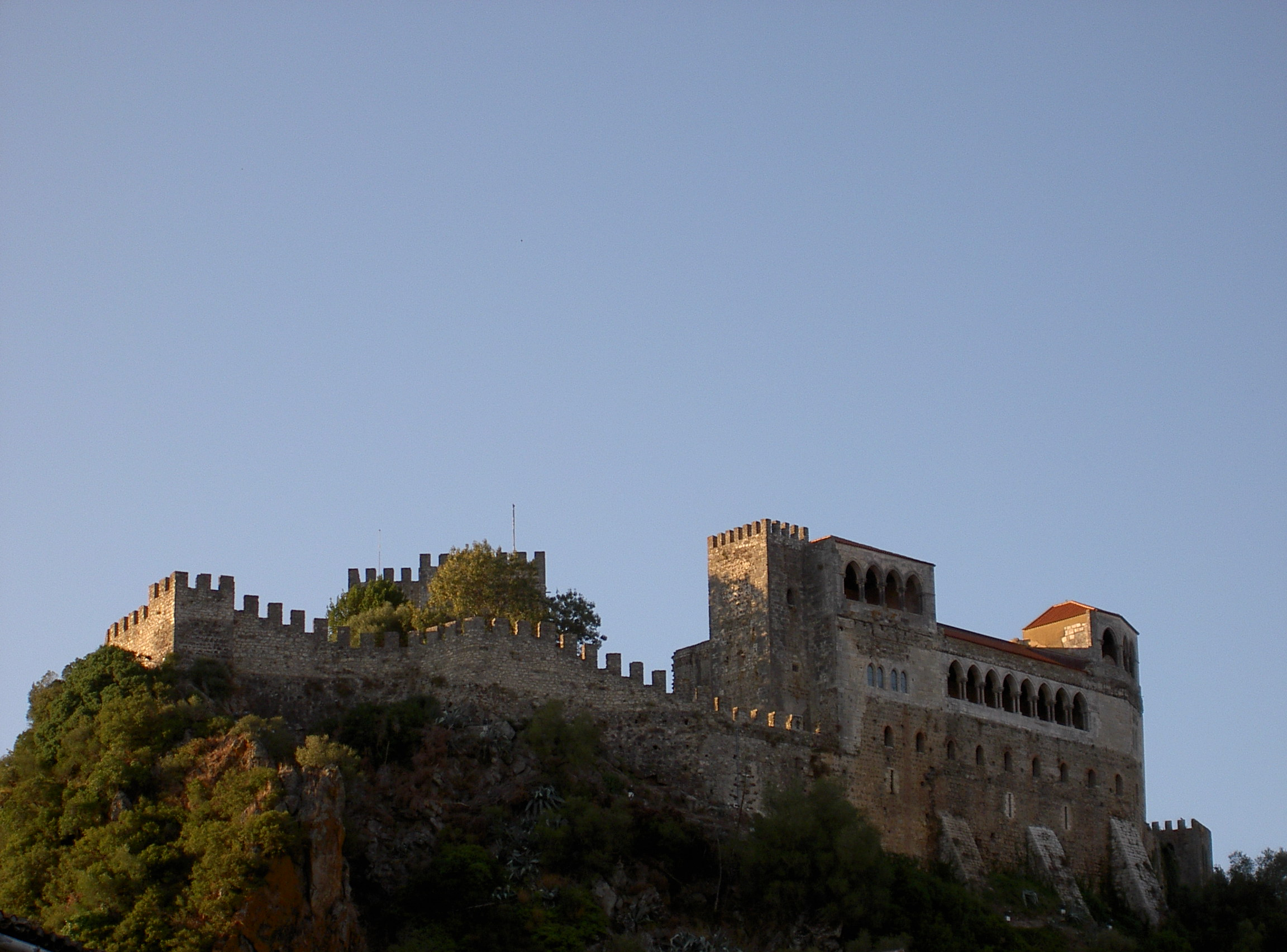
Burg
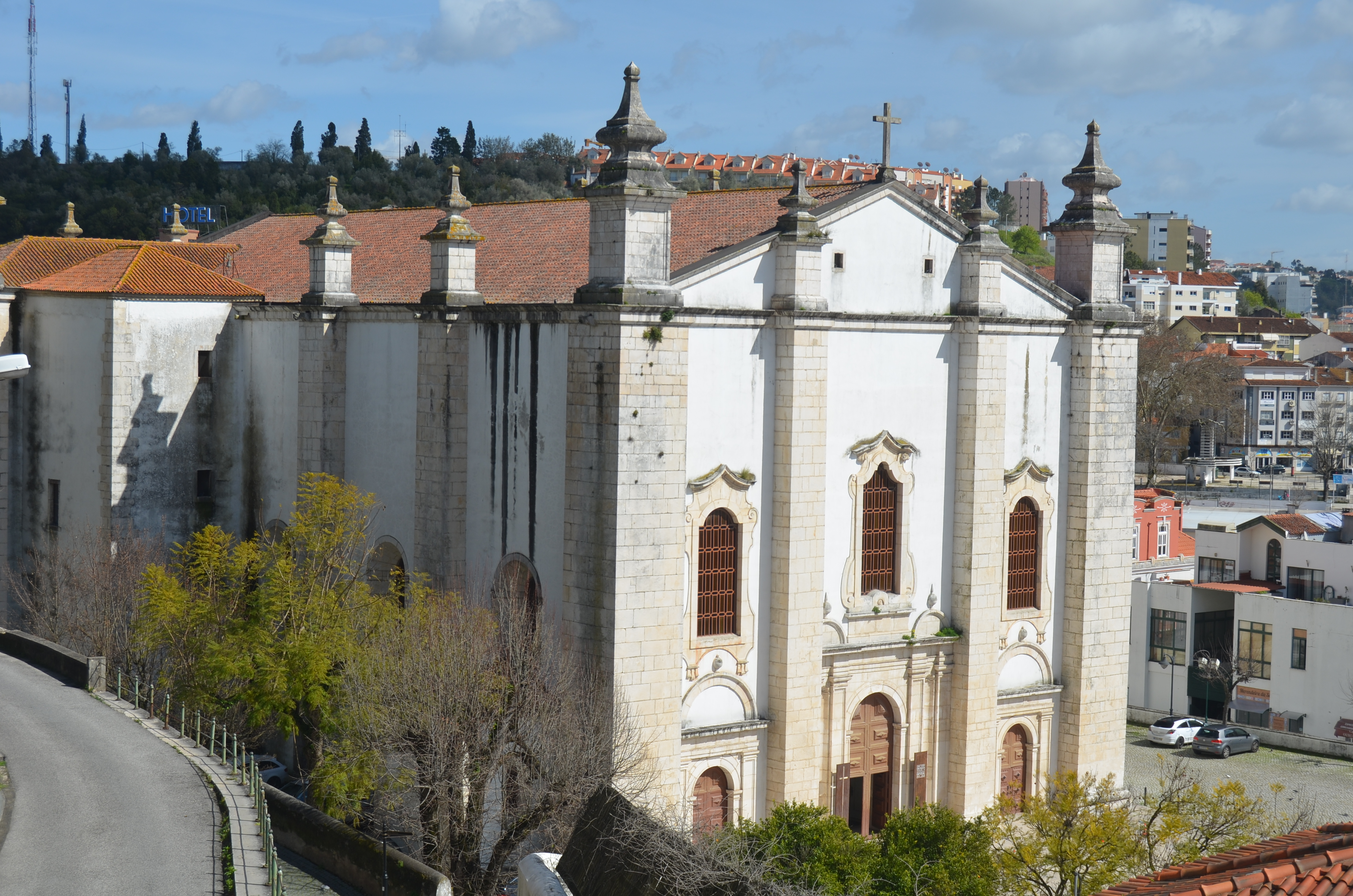
Kathedrale
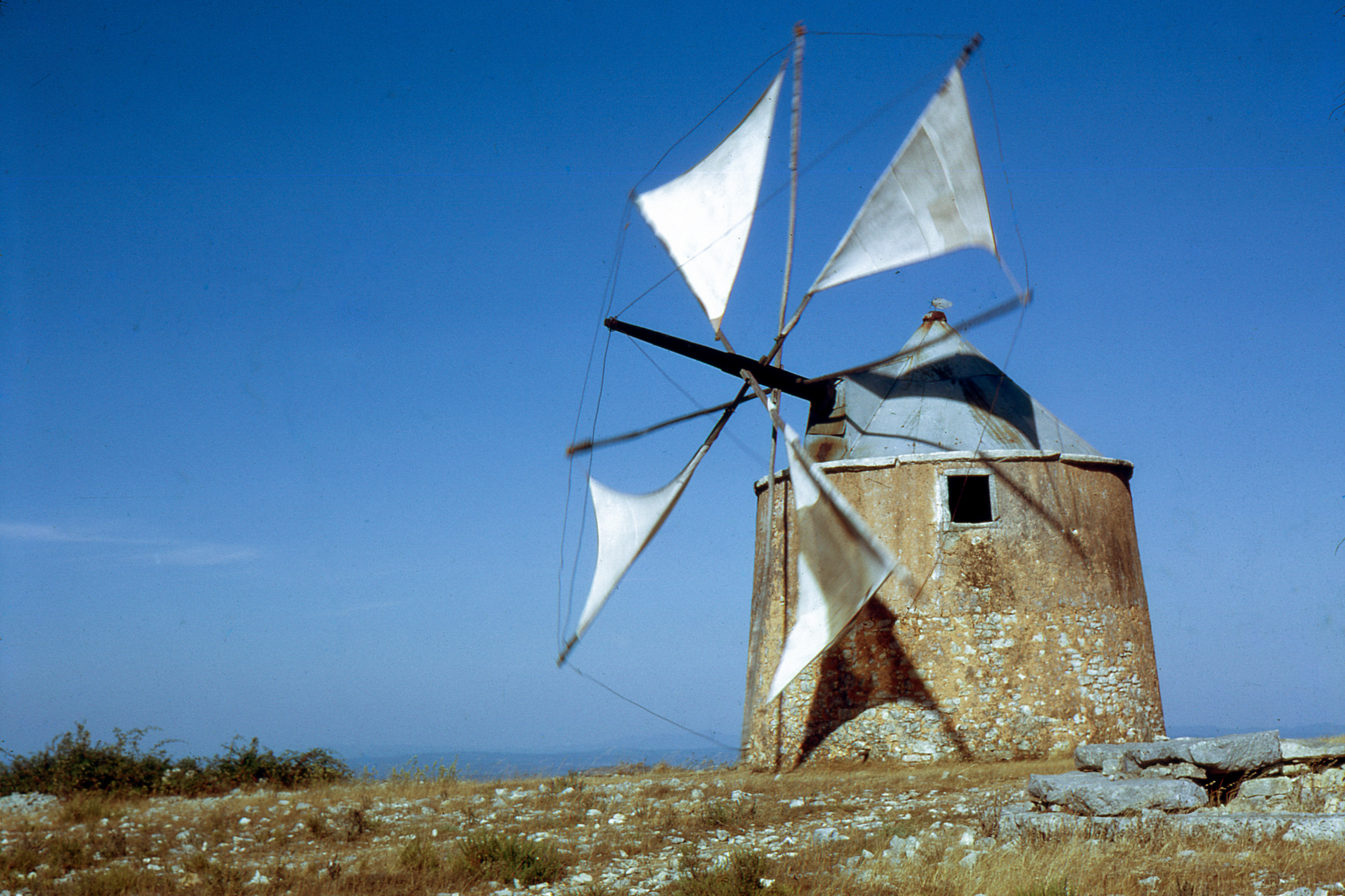
Typische Windmühle

## Sport
Der Fußballclub União Leiria spielte lange Jahre in der ersten Liga, bis er 2012 abstieg. Sein Heimstadion ist das Estádio Dr. Magalhães Pessoa, das zur Fußball-Europameisterschaft 2004 eröffnet wurde. Seither fanden dort neben nationalen und internationalen Fußballspielen auch Konzerte und andere Sportveranstaltungen statt, etwa die Leichtathletik-Team-Europameisterschaft 2009.

## Verwaltung

### Kreis Leiria
Leiria ist Hauptstadt des gleichnamigen Distriktes sowie eines gleichnamigen Kreises. Die Nachbarkreise sind (im Norden beginnend im Uhrzeigersinn) Pombal, Vila Nova de Ourém, Batalha, Porto de Mós, Alcobaça sowie Marinha Grande.
Mit der Gebietsreform im September 2013 wurden mehrere Gemeinden zu neuen Gemeinden zusammengefasst, sodass sich die Zahl der Gemeinden von zuvor 29 auf 18 verringerte.
Die folgenden Gemeinden gehören zum Kreis Leiria:

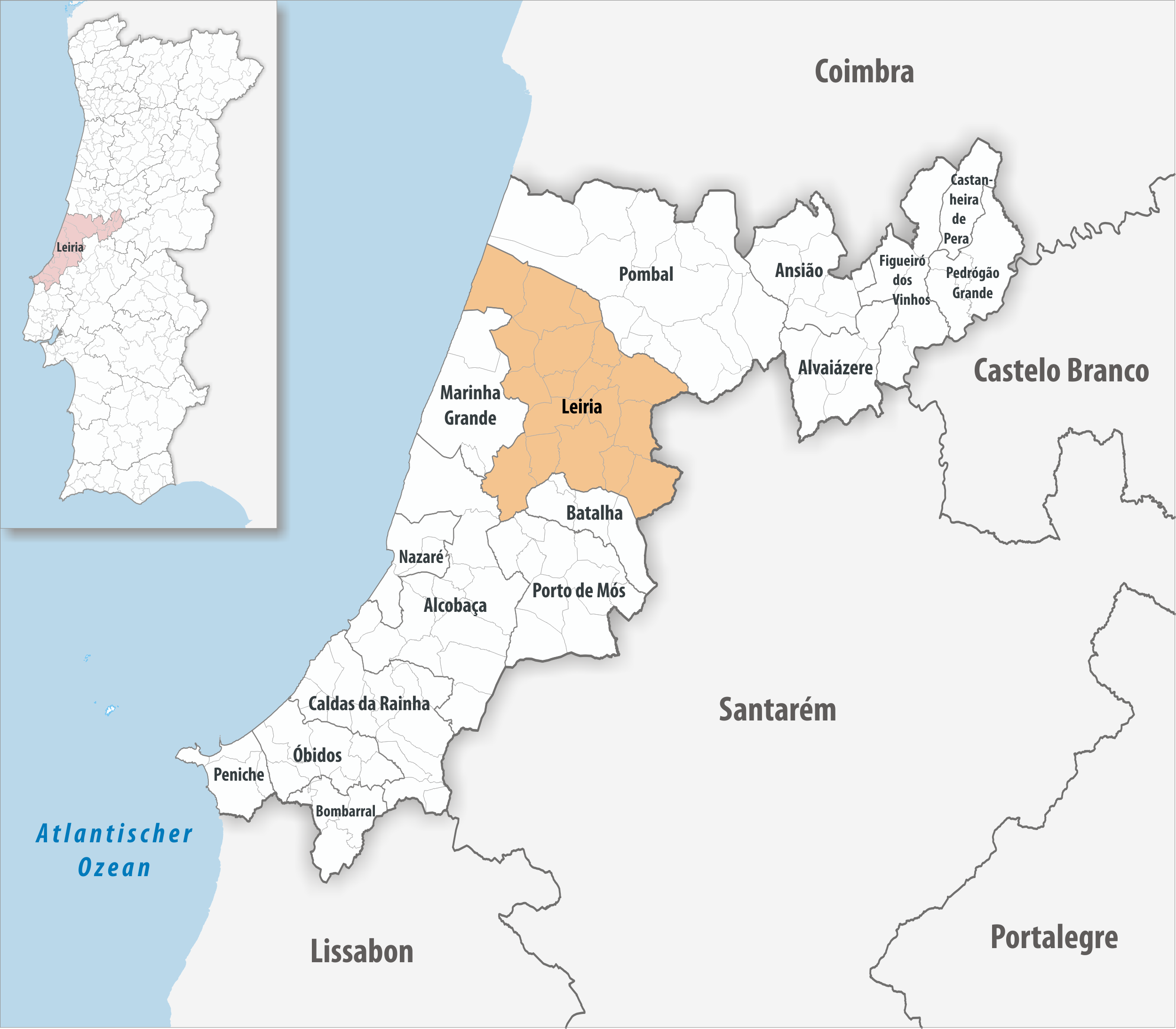
Kreis Leiria

| Gemeinde                          | Einwohner (2021) | Fläche km² | Dichte Einw./km² | LAU- Code |
| --------------------------------- | ---------------- | ---------- | ---------------- | --------- |
| Amor                              | 4.578            | 23,48      | 195              | 100901    |
| Arrabal                           | 2.610            | 20,09      | 130              | 100902    |
| Bajouca                           | 1.895            | 12,27      | 154              | 100925    |
| Bidoeira de Cima                  | 2.236            | 15,61      | 143              | 100926    |
| Caranguejeira                     | 4.331            | 30,99      | 140              | 100907    |
| Coimbrão                          | 1.726            | 52,19      | 33               | 100909    |
| Colmeias e Memória                | 3.746            | 46,57      | 80               | 100932    |
| Leiria, Pousos, Barreira e Cortes | 34.644           | 52,26      | 663              | 100933    |
| Maceira                           | 9.141            | 47,03      | 194              | 100913    |
| Marrazes e Barosa                 | 26.225           | 32,80      | 799              | 100934    |
| Milagres                          | 2.829            | 17,35      | 163              | 100915    |
| Monte Real e Carvide              | 5.542            | 26,03      | 213              | 100935    |
| Monte Redondo e Carreira          | 5.182            | 50,91      | 102              | 100936    |
| Parceiros e Azoia                 | 7.535            | 22,99      | 328              | 100937    |
| Regueira de Pontes                | 2.174            | 11,55      | 188              | 100921    |
| Santa Catarina da Serra e Chainça | 4.572            | 41,20      | 111              | 100938    |
| Santa Eufémia e Boa Vista         | 4.058            | 19,55      | 208              | 100939    |
| Souto de Carpalhosa e Ortigosa    | 5.579            | 42,21      | 132              | 100940    |
| Kreis Leiria                      | 128.603          | 565,08     | 228              | 1009      |

### Bevölkerungsentwicklung
| 1801   | 1849   | 1900   | 1930   | 1960   | 1981   | 1991    | 2001    | 2011    |
| 37.930 | 29.803 | 54.422 | 55.234 | 82.988 | 96.517 | 102.762 | 119.847 | 126.879 |

### Städtepartnerschaften
- Japan: Tokushima (seit 1969)
- Portugal: Setúbal (seit 1982)
- Frankreich: Saint-Maur-des-Fossés (seit 1982)
- Brasilien: Maringá (seit 1982)
- Spanien: Olivenza (seit 1984)
- Kap Verde: São Filipe (seit 1994)
- Deutschland: Rheine (seit 1996)
- Vereinigtes Königreich: Halton (seit 1997)
- Volksrepublik China: Tongling (seit 1999, Kooperationsabkommen)
- Mosambik: Nampula (seit 2002, Kooperationsabkommen)[6]

## Söhne und Töchter der Stadt
- Francisco Rodrigues Lobo (1580–1622), Schriftsteller
- Brás Luís de Abreu (1692–1756), Arzt und Schriftsteller
- Patrício da Silva (1756–1830), Bischof und Patriarch von Lissabon
- José Joaquim de Paiva Cabral Couceiro (1830–1916), Offizier und Militärarchitekt
- Elisa de Paiva Curado (1858–1933), Schriftstellerin, Journalistin und Feministin
- Joaquim de Almeida Henriques (1875–1945), Marineoffizier und erster portugiesischer U-Boot-Kommandeur
- Afonso Lopes Vieira (1878–1946), Schriftsteller
- Américo Cortez Pinto (1896–1979), Arzt und Schriftsteller
- Lino António (1898–1974), Maler
- Artur Portela (1901–1959), Journalist und Schriftsteller
- João Pereira Venâncio (1904–1985), Bischof
- António José Saraiva (1917–1993), Historiker und Literaturwissenschaftler
- Miguel Franco (1918–1988), Schauspieler und Dramaturg
- José Hermano Saraiva (1919–2012), Historiker, Politiker, Diplomat, Jurist und Autor
- António Campos (1922–1999), Filmregisseur
- João Braula Reis (1927–1989), Architekt
- Francisco de Oliveira Dias (* 1930), Arzt und Politiker
- José Luís Tinoco (* 1932), Architekt, Illustrator, Maler, Komponist und Texter
- António Cardoso e Cunha (1933–2021), Politiker
- José Mattoso (* 1933), Historiker
- José de Sá Caetano (* 1933), Regisseur
- Pedro Pires de Miranda (* 1933), Ingenieur und Politiker
- Joaquim Carreira das Neves (* 1934), Theologe
- António-Pedro Vasconcelos (1939–2024), Regisseur und Filmproduzent
- Anselmo Gonçalves Cardoso (* 1946), Bischof von Viana do Castelo
- Joaquim Justino Carreira (1950–2013), Bischof von Guarulhos, Brasilien
- Lino de Carvalho (1946–2004), Politiker
- Paulo Morgado (* 1963), Manager, Ökonom und Autor
- David Fonseca (* 1973), Popmusiker
- Isabel Caetano (* 1979), Radsportlerin
- Vânia Silva (* 1980), olympische Hammerwerferin
- João Paulo Andrade (* 1981), Fußballspieler
- Sofia Lisboa, Sängerin der Pop-Band Silence 4
- Bruno Miguel da Silva Jorge (* 1984), Fußballspieler
- Rui Patrício (* 1988), Fußballspieler, Nationaltorwart
- Ricardo Fernandes (* 1989), portugiesischer Fußballspieler
- Pedro André Caseiro Portela (* 1990), Handballspieler
- Irina Rodrigues (* 1991), Leichtathletin
- Jani Zhao (* 1992), Schauspielerin und Model
- Rúben Antunes (* 1999), Hammerwerfer